# Flexford
Flexford – osada w Anglii, w hrabstwie Surrey, w dystrykcie Guildford. Leży 49 km na południowy zachód od centrum Londynu.